# Bビーダマン爆外伝V
『Bビーダマン爆外伝V』（ボンバーマンビーダマンばくがいでんビクトリー）は、1999年2月7日から2000年1月30日まで、名古屋テレビを制作局としてテレビ朝日系列で毎週日曜 7:00 - 7:30（JST）に全50話が放送された、マッドハウス制作のテレビアニメ。

## 概要
タカラより展開されていた玩具シリーズ『ボンバーマンビーダマン爆外伝』の第5弾で、同シリーズのテレビアニメとしては2作目に当たる。シリーズ前作『Bビーダマン爆外伝』以上にサンライズ作品に関わったスタッフ（「エルドランシリーズ」で知られる川瀬敏文、やまだたかひろなど）が多く参加しており、ロボットのバトルシーンも前作以上に比重が置かれるなど、よりロボットアニメ色が強くなっている。
設定面では、しろボンなどを始め前作にも登場した味方側（ビーダコップ）のメインキャラクターの性格は、前作のそれをほぼ踏襲している一方、登場人物の立ち位置や舞台設定は大幅に刷新されている。また登場するビーダアーマーも、前作までとは異なりパイロットが頭部に変形し、ロボットのボディに合体するヘッドオンシステムが、敵味方双方に導入されている。
音楽面では、劇伴をNINTENDO 64用ソフト『爆ボンバーマン』を手掛けた多田彰文が担当。また番組後期には、OPをパイレーツが、EDをキャイ〜ンがそれぞれ歌唱するなど、タレントとのタイアップも見られた。特にキャイ〜ンは後期ED映像にアニメキャラとして出演した他、本作品のオフィシャルTCGにおいて、彼らがプロデュースした構築済みデッキも発売された（天野デッキが自身のお気に入りのくろボン&両シリーズの悪役2人（ダークプリンス&アクマント）、ウドデッキが自身のお気に入りであるきいろボン2体（爆外伝バージョン&爆外伝Vバージョン）としろボンで構成されている）。
本作品は、『鎧伝サムライトルーパー』（1988年）よりメインスポンサーとして関わってきたタカラの、名古屋テレビ制作のアニメ枠における最終参加作品であり、同時にタカラが1995年より5年にわたって展開してきた『爆外伝』もまた、本作品の終了に伴って玩具・テレビアニメのいずれも完結の運びとなった。そのため、ビーダマンの商品展開は本シリーズと並行して展開されていた、『スーパービーダマン』シリーズへと主軸を移すこととなり、ビーダマンを題材にしたテレビアニメは『B-伝説! バトルビーダマン』シリーズ（2004年 - 2005年）まで、そしてボンバーマンを題材としたテレビアニメも『ボンバーマンジェッターズ』（2002年 - 2003年）まで、それぞれ休止期間に入ることとなる。

## あらすじ
銀河警察「ビーダコップ」として宇宙各地をパトロールしていたしろボンとあおボンは、ボーダー星が宇宙海賊団「デビルベーダー」に襲われているところに遭遇し、応援に向かう。しろボンたちが救出した王国の姫・あかボンによると、デビルベーダーはボーダー星にある秘宝「ビーダキャリバー」を狙っていたのだが、ボーダー王は侵略される直前にビーダキャリバーを12個の「クリスモンド」という宝玉に分割し、さまざまな惑星のさまざまな時代にばら撒くことで、ビーダキャリバーを守った。そして、ボーダー王本人もその時に生じた時空の歪みに飲み込まれて行方不明になった。
しかし、デビルベーダーは12個のクリスモンドを全て集めてビーダキャリバーを復活させることを目的とし、クリスモンドを狙い始めた。さらに、宇宙各地ではクリスモンドや時空の歪みの影響によって次々と異変が発生。しろボンたちビーダコップはボーダー星に基地を構えて時空転送装置により様々な時空へ向かい、ボーダー王の捜索とデビルベーダーより早くクリスモンドを回収することを目指す。

## 登場人物

### ビーダコップ

#### 主要メンバー
しろボン
声 - 桑島法子
主人公。時空を飛び周り事件を解決するビーダコップの一員。基本的な性格は前作と同様に元気がよくてお調子者。それゆえにきいろボンやデビル三銃士などを軽く見るところがあるが、ビーダコップおよび警察官としての責任感を自覚している真面目な一面も持つ。ビーダシティ編同様に仲間思いでもあり、あかボンたちがデビル三銃士に捕らわれたり（20話）、くろボンがスリンガーに捕まった時（34話）や、キングベーダーの攻撃で身動きが取れなくなったクリスブラッカーがデビルトライデントに撃破されそうになった時（46話）も己の身も顧みずに助けに行くほどである。スポーツ万能な一面も同様で、劇中ではウィンドサーフィンの腕前を披露している（15話）。
ビーダコップとしてはまだまだ半人前でドジを踏むことが多い。しかし、ビーダマスターには「真心と勇気のある珍しい良い子」・「どんな困難にも立ち向かおうとする強い意志がある」と評価されており、それがくろボンの一匹狼な気質を変えていくこととなる。
漫画版ではビーダコップ内ではあおボン共々見習い扱い。テレビシリーズ以上にお調子者な一面が目立っており、あかボンのスカートをめくるなどスケベな面も描かれている。
あおボン
声 - 小桜エツ子
しろボンの相棒で頭脳担当である。前作のビーダシティ編のあおボンとは異なり、孫ではないため、グレイボンを「博士」と呼ぶ。博士の手伝いをし、各マシンのメンテナンスもする。初登場と同時に新米である事を謝るほど気弱かつ臆病な性格で、ソニックブルードがアーマーモードへの変形と3個目のクリスモンドの入手によって新たにガトリングユニットを搭載される改良を受けた際、自身も戦いに赴く立場にあてられることになった際に「ボクはあんまり戦いたくないんですけど…」と洩らすなど（6話）、当初は戦いにも消極的な一面を見せていた。また、お化けや幽霊が大の苦手で、その手の話題になると非科学的であるなどと言いながら存在そのものを否定したり（メガネをかけている場合は涙目になっている）、一目見ただけで泣き叫びながら逃げ出すほどである。ゆえにビーダマスターからは「勇気が足りない」と指摘もされている。しかし、ビーダシティ編同様に雰囲気に流されやすいところがある他、頭脳担当ゆえにいざという時は頼りになる。一方で、仲間（主にきいろボンとみどりボン）に対して毒舌になる一面もしばしば見られる。初期ではあかボンに一目惚れしている様子も見られたが、その後はしろボンたち同様に酷評するようになった。
クリスブルードのメイルスーツ装着時はボディカラーが水色に変化する。
漫画版ではテレビシリーズ以上にあかボンに好意を抱いており、しろボンにはぐらかされて赤面したり、写真集やビデオなどのグッズを集めている様子が窺える。
あかボン
声 - 佐久間レイ
元はボーダーランド王国の姫だったが、デビルベーダーによるボーダー星襲撃の折にしろボンたちと出会ったことがきっかけで、クリスモンドの回収およびボーダー王の捜索も兼ねてビーダコップに所属し、一時は戦線で活動した。常識人だった前作のビーダシティ編と比べると少し子供っぽくわがままな一面や世間知らずな一面（キツネロンうどんを食べるとキツネロンになってしまうと勘違いしていた（23話））を持つ。記憶を失ったボーダー王が自分のことを忘れたばかりか、女装したきいろボンを娘だと信じ込んでしまったショックから自暴自棄に走りかけたことも。そのような様子から当初は白ボンとあおボンも手を焼いていたが、彼女自身も高い場所へよじ登る際に一番下の踏み台にされる、女性のゲストキャラと（主に容姿を）比較されるなど、散々な扱いを受けている。ただし、ビーダシティ編同様にしろボンたちを叱ったり、時には全力で応援したり、料理が得意な一面なども見せる。くろボンに惹かれている点もビーダシティ編と共通している。初期を中心に、語尾に「～ですわ」などを付けたお嬢様口調を用いることもあった。乱暴な一面があるのは前作同様で、鍛錬の賜物か一発で木を折るほどの強烈なパンチ力も誇る。
Vビーダアーマーに搭乗する面々の中では唯一ソロでヘッドオンするシーンがない（全てあおボンとペアのため）。
テレビシリーズ・漫画版共に最終決戦の直前でデビルベーダーに拉致されてしまうが、しろボンたちの活躍で無事救出されている。ボーダー王救出後はしろボンたちを心配し、みどりボンの反対を押し切ってビーダコップに残ることを決意。
前作ではショートパンツ姿だったが、本作品ではスカートに変更されている。
きいろボン
声 - 真殿光昭
関西弁を喋る青年。本職は運送屋だが、3話から初登場でしろボンたちに窮地を救われて以降、金とアーマーおよび女性にもてるための目的でビーダコップになりたがっている。たまに彼が戦いなどで活躍することもあり、主要メンバーで唯一アーマーを破壊されることはなく、最終メカの合体こそは外れたものの最終回でも活躍をしている。
他のシリーズ同様に金に目が無く、ビーダシティ編同様小噺と称して寒いダジャレを連発する癖があるがやはり誰も笑わず、大勢の観客の前で披露した際には大騒動に発展してしまったほど。
前作のビーダシティ編に比べ、スピード違反や信号無視、停止無視などの違反行為が多いなどの問題児な面が目立つため、ビーダコップに入れて貰えず、時折仲間として扱われないこともある（あおボンからオマケ扱いされる始末）。だが、いざという時の冷静さや頼もしさは変わらず、場合によっては独自で捜査したり、純粋に人助けをするなど、少なからずビーダコップとしての正義感や素質はあり、キングベーダーとの戦いではジニアスボンのくだらないメカを使ってウィッチーと共にあかボンを救う活躍を見せた。
ボーダー王救出後は正式にビーダコップになろうとベストボンたちに取り入るが、その際の手柄では前述の数々の違反行為を帳消しにするのみで、正式採用には至らなかった。
漫画版では他のメンバーに比べると出番が少なかった。
くろボン
声 - 関俊彦
5話から初登場。 ビーダコップが誇るエリート捜査官で、単独行動を好む一匹狼。ビーダコップ訓練学校を首席で卒業し、本部においてもその活躍を有望視されながらも、自ら一匹狼の道を選んだ。数々の勲章にも輝いており、無冠の帝王とも言われている。
前作のビーダシティ編でのくろボン同様にしろボンたちのピンチに駆けつけたり、しろボンたちの行動にどのような問題点があるかを明確に説明して促すこともあるが、前作に比べてプライドの強さが強調されており、助ける度に「お前（たち）はダメだ」と罵倒しており、ビーダシティ編に比べてしろボンたちを極端に過小評価する一面が目立つ。一方で、不本意でもしろボンたちに助けられた場合にはきちんと借りを返すなど、筋を通す一面も見せており、後述の最終決戦前からある程度の正義感は持ち合わせていた。それでもなお、しろボンたちの失敗や迂闊な行為を責め立てたり、それを理由に彼らを一蹴して一人で事態を解決させようとする傾向は変わらず、その一匹狼な性格はビーダマスターから「仲間と協力する心」が欠けていると言われるほどであるが、本人はエリートとしてのプライドから、それを認めようとしなかった。
42話ではクリスモンドを奪ったスリンガーが豹変した際、V2の崩壊からしろボンたちを庇い怪我をしてもなお、宇宙征服を果たさんとするスリンガーに立ち向かうほど無茶をしていた。だが、デビルベーダーとの最終決戦で自身がキングベーダーに捕まった時、助けてくれたしろボンに「今こそ力を合わせよう!」と発言し「他者を（欠点も含めた上で）認め、仲間たちと協力する心」に真に目覚める。最終決戦で勝利した後、この件でしろボンたちを「コイツらはダメじゃない、優秀なビーダコップかもしれない」と認めていた。
キングベーダー打倒後は再びしろボンたちと別行動を取り、ビーダコップ本部から時空の歪みを消滅させるトップシークレットの任務を受け、なぞのアーマーに搭乗して行動する。最終回でしろボンたちに自身の正体と目的を明かし、ボーダー王救出を目指す彼らをこの件から引き離そうとしつつ任務を遂行せんとするが、ボーダー王救出を誓ったしろボンたちに説得され、最終的には目的を果たした彼らと共に巨大ブラックホールと化した時空の歪みを消滅させた。
クリスブラッカーのメイルスーツ装着時はボディがグレー色に変化する。
漫画版ではビーダシティ編同様、額に傷を持つ。また、新連載予告編ではラストにてしろボンのとぼけた様子を尻目に「きっとまた真の主役は自分」とコメントする一幕が見られた。
みどりボン
声 - 宮崎一成
15話から初登場。 元はボーダーランド王国の兵士で、ボーダーランド騎士団の団長を務めていた。一人称は「私（わたし）」。
クリスモンドが四散した際に乗っていた戦車＝グラングリーバー共々時空の裂け目に巻き込まれ、クリスモンドと共にロビンソン時代のクルー島に流れ着く。当初はしろボンたちをデビルベーダーと勘違いするが、あかボンと再会を果たしたため、すぐに誤解が解け和解。その後のデビル三銃士との戦闘を経て、グラングリーバーがクリスモンドの力でVビーダアーマーとなり、時空移動も可能になったことで現代に帰還。以降は王国の復興を目指してビーダコップに協力するようになる。
自称「ビーダマ強化の鬼と呼ばれた男」で積極的に他人を特訓させようとしたり、師範のアイヤーボンと共に稽古をつけさせようとする。生真面目で勇敢な熱血漢だが、それゆえにやや間が抜けており、暴走しがちな一面がある。その上極度の方向音痴であり、レーダーが利かないビーダサルガッソー内の濃霧地帯ではしろボンたちに見当外れの方向へ行くよう指示し、しばらく彷徨う羽目となった。
また、危機に陥るとすぐに、王国のためという大義の元に死のうとする「玉砕モード」へ突入する困った性格。特に王国の姫にして幼馴染であるあかボンになついており、王国やあかボンのこととなると上記のような状態に陥る。ゆえに度々しろボンたちからは鬱陶しがられており、ビーダマスターからも「冷静さに欠けている」と指摘されている。しかし、実戦における戦闘能力の高さは認められている。
最終回ではデビル三銃士を更生と社会復帰のためにボーダーランド騎士団に入隊させる。
クリスグリーバーのメイルスーツを装着するとボディが黄緑色に変化する。
漫画版では一度しか登場しておらず、語尾に「～であります」をつける、顔も独自の仕様などテレビシリーズとは異なるキャラクター像となっている。前作ではプラネットエンブレム編のみのキャラで、性格・声優もみずいろボンと合併する形で異なっている。
グレイボン博士
声 - 津久井教生
本作品ではしろボンたちの上司として登場。得意げになったり、調子づいた時などに「フォーホッホッホッ」という笑い声をあげる。メカニックに長けており、さまざまな機体を開発している。しかし、Vビーダアーマーおよびビーダユニット・ビーダロイド・クリスモンド発見機・見つけて君など、ストーリーに深く関わるものを除いた発明品はビーダシティ編同様に下らないものばかりである。その一方、最高の科学者に贈られると言われているビーダサイエンス賞を受賞するなど、優秀な一面も見せている。
出動時の時空移動で5話から毎回「ポチっとな」などの軽いギャグを言うのが定番。自称・「グレイボン柔術5段」の腕前を誇る。
中盤からはしろボンたちの下へ新アーマーやビーダロイドを届けるため、ビードルフィンやカーゴイエーガーに同乗して各時代に向かうこともあった。第33話では一度だけ、グレイボン自身が乗れるように改造したレーザーホワイターのパイロットも務めた。

#### その他
以下のキャラクターはテレビシリーズにのみ登場。
ミミタン
声 - 川上とも子
グレイボンのペットで「ミーミー」と鳴く青い体色のビーダロン。耳の下から伸びた長い手が特徴で、これを使って器用に道具を扱ったり、羽のように羽ばたかせて空を飛ぶことができる。33話ではしろボンが足に掴まった状態でも飛べたことから見た目に反してなかなかの力持ち。時空移動の時にグレイボンに相槌を打つのが定番。しろボンたちと共にクリスモンドの捜索にグレイボンと同行した際、しろボンたちのピンチを救ったこともある（28話・38話など）。
ジニアスボン
声 - 石井康嗣
グレイボンのライバル（グレイボンは親友だと思っている）で、互いに大学時代からの旧知の仲。プライドが高く癇癪持ちである。語尾に「～のだ（じゃ）」を付ける。宇宙一の天才科学者になろうと考えているが発明する物はグレイボンとほとんど変わらず、その発明品を使った決闘を目の当たりにしたきいろボンたちから「くだらない戦いや」と呆れ返られていた。しかし、グレイボンの発明品を認めており、彼との決闘では勝手に自爆したこともあるほど。善悪には興味がなく、自身の才能が認められるためならばデビル三銃士に付くことも辞さない。
デビルベーダーとの最終決戦では一時的にビーダコップ本部の顧問科学者として彼らに協力していたが、デビルベーダー壊滅後は終盤にてビーダコップを離れ（しろボンにはクビにされたと推察されている）、グレイボンを見返すべく再びデビル三銃士と結託。自身の発明品でしろボンたちを苦しめたが、なぞのアーマーに乗ったくろボンの加勢もあって毎回敗北している。
最終回では自身の発明したメカを搭載した宇宙艇を使い、時空の歪みのエネルギーを利用して名声を得ようと目論む。その際、デビル三銃士を成功した暁に手に入るであろう財産で釣って協力させるも失敗し、三銃士と共に時空の歪みに飲み込まれそうになったところをビーダコップに救出される。
ウィッチー
声 - 松本梨香
マジョッコ時代のサバト国に住む落ちこぼれの魔法使い。魔法学校の生徒であったがクリスモンドを利用して試験でズルをしたため、学校を追い出されて反省の森に閉じ込められていた。偶然その場を彷徨っていたみどりボンと出くわし薬の材料にしようと捕まえるが、逆に事情を知った彼に特訓される羽目になる。最初は特訓を嫌がっており、みどりボンの説得にも応じなかったがデビル三銃士との一戦を通じて改心し、無事に再試験に合格した。その後みどりボンに感化されたようで、学校には戻らず彼に無理矢理弟子入りするため、彼の後を追い、現代に来た。以降はみどりボンを「師匠」と呼び、周囲から煙たがられている彼を唯一慕い続けている。
魔法の実力は故障したグラングリーバーを動かそうとして逆に暴走させてしまったり、かけた魔法を解除する呪文を知らなかったりとまだまだ半人前。しかし、最終決戦ではキングベーダーに捕らえられたあかボンを自身の魔法で救出する活躍を見せた。
リュウセイ
ウィッチーの相棒である魔法の箒。意志を持っており、ウィッチーとは仲良し。V2のスリンガー襲撃時にはウィッチー・みどりボン・しろボン・あおボン・あかボン・きいろボンが捕まった状態でウィッチー以外の5人が悲鳴を上げるほどの高速飛行を披露した。
マーメイドボン
声 - 荒木香恵
38・50話のみ登場。ニンギョ時代のリュウグウ国の住人。
キャリアボン
声 - 大林隆之介
ビーダコップ本部の関係者。一人称は「ミー」で、二人称が「ユー」であるなどの英語混じりの口調で喋る。眼鏡と角ばった体形が特徴。自身の地位を鼻にかけており、嫌味っぽく卑屈な性格。しかし、くろボンやベストボンなど自分の上司にあたる人物には頭が上がらない。しろボンたちを落ちこぼれコップと呼んで見下しているが、自身も抜けており、逆に彼らから「偉そうなだけで頼りない」「情けない」などと評価されている。最終決戦の最中、保身のためにビーダコップから転職しようと語ったり、ベストボンに辞表を渡しながら平然と笑うなど、ビーダコップとしての誇りやモラルを欠いている一面も見せた。
42話ではV2の総司令官となりくろボンにすら傲慢な態度をとるが、くろボンとスリンガーの一騎討ちに割り込んだことでスリンガーの怒りを買い、ビーダコップ戦闘機部隊を全滅させられた途端自身は敵前逃亡し、クリスモンドを奪われた挙句V2を破壊されてしまう。
アイヤーボン
声 - うすいたかやす
みどりボンの師範。4000年の歴史を誇るビーダジークンドーの達人。神出鬼没でどこからともなく突然現れる謎の人物。
初登場時はしろボンがレーザーホワイターを乗りこなせるようにビーダマ強化の特訓相手としてみどりボンと共にしろボンに稽古をつけるが、デビル三銃士に捕まったあかボンたちの救出に向かおうと抜け出そうとしたしろボンを引き留めるも、逆に彼のパンチを喰らってみどりボン共々ノックアウトにされた。
その後、今度は31話でウィッチーの特訓相手として再登場を果たすも、襲撃したデビル三銃士の攻撃で一人空の彼方へと吹き飛ばされる形で物語より退場。最終回では本作品のゲストキャラたち共々顔見せしている。
ベストボン
声 - 速水奨
43話から登場。ビーダ連邦の総督で、ビーダコップのエリート中のエリートとされる。くろボンのライバル。やや狭量なところがあり、クリスモンドを利用してデビルベーダーの本拠地を突き止める作戦を実行するも裏をかかれたり（直後に謝罪している）、ボーダー王が犠牲になることを厭わずに時空の歪みを消し去ろうとしたことも。また、キャリアボンのノリにツッコミや制裁を入れることも。
ビーダマスター
声 - 大塚周夫
マーシャル星に住む老人で、先端がフラワーロックのような形状をした杖を持つ。グレイボンの昔からの知り合いで、くろボンをはじめとするビーダ連邦のエリートを多数輩出した宇宙一の修行場・アーツ修行場を開いている。頑固な人物と噂されているが、実際は飄々としながらも優れた観察眼の持ち主で、くろボンの欠点を見抜いた。
ボーダー王
声 - 島香裕
ボーダーランドの国王であかボンの父。デビルベーダーの襲撃および、その際に生じた時空の歪みに飲み込まれたことによって行方不明となる。しかし、19話でモノワスレ時代のハゲシイ国に流れ着き、記憶喪失となりながらも山賊の首領・さんぞくボンとして生きていたことが判明。あかボンとの再会によって一旦は記憶が戻るが、ビーダコップ来訪後にクリスモンドが共鳴したことで生じた時空の歪みに飲み込まれてしまう。
その後も再び記憶喪失となって様々な時代でその姿を見せるが、同時に時空の歪みを引き寄せやすい体質となってしまっていた。49話において完全に記憶を取り戻すものの、またもや時空の歪みに飲み込まれた。しかし、しろボンたちの活躍もあって最終回で無事救出された。

### 宇宙海賊デビルベーダー

#### 首領
キングベーダー
声 - 大友龍三郎
普段はデビル三銃士に指令を下す悪魔のシルエットのような姿をしている黒幕。戦闘では電撃や対象に触れるとリング状に変化して捕らえる光球を発射したり、バリアーによる防御や瞬間移動を駆使する。城内天井にある電飾から放たれる光線で他者を別の場所に転送することも可能。時に三銃士の間抜けなノリに呆れたり、激昂することもあった。
本人いわく「住んでいる（存在している）次元が違う」らしく、いかなる物理攻撃も通用しない。唯一、ビーダキャリバーのみが彼を滅ぼすことができる。
ウンノツキ時代のゴルゴダ星にて行われた最終決戦では、真の目的である歴史破壊をしようとし、三銃士の乗っていたデビルトライデントを乗っ取るが、ビーダキャリバーによって破壊される。それでも倒れずに黒いビーダマ状の形態となって逃亡しようとするが、最期は宝剣ビーダキャリバーを巨大剣として具現化したビーダキャリバー・パーフェクトモードに斬られ、完全に倒された。
本人いわくターザンボン（声 - 古谷徹）のファンらしい（3話）。
漫画版では爆外伝II・IIIのダークマザーやビーダシティ編のダーク皇帝と同一の存在であり、本性を現した際には口の中に彼らの特徴である目玉が浮かび上がっていた。

#### デビルベーダーの幹部たち
キングベーダー直属の部下であるデビル三銃士（アクマント、ドクダンディ、ゲストラー）による三人体制が基本だが、29-42話間は傭兵デビルスリンガーを加えた四人体制が取られた。通常のビーダマンとの差異は頭部の突起の有無と肌の色、そして目元の模様。また、前作のダークビーダ同様に腹部のビーダマが赤く濁っている。
デビル三銃士の3人は、それぞれ自分たちの欲望を叶えるためキングベーダーに忠誠を誓っているが、不満がないわけではない。根っからの悪党で目的のためなら手段も選ばず、ゲストキャラたちを唆す、あるいはその弱みにつけ込む形で利用したり、しろボンたちを抹殺しようとしたこともあるが、間抜けでどこか憎めない3人組でもある。手柄の取り合いや仲間割れでケンカになることもあるが、基本的にメンバー同士の仲は良い。キングベーダーの命令でクリスモンドを求めて各時空に襲来し、度々ビーダコップと対決してはその都度敗北し、空の彼方に吹き飛ばされたり、爆発に巻き込まれるなどの形で撃退され、本人たちもそれがお約束だという自覚はある（辛うじて退却する場合も。また、18話や29話などのように直接ビーダコップと対決しない回もある）。
しかし、その実力は決して低くはなく、しろボンたちからは概ね厄介な相手と認識されている。デビルスリンガーがキングベーダーを倒したかに見えた際にはスリンガーに従うも、キングベーダーの生存を知るや再びその部下となったが、キングベーダーの真の目的を知らなかったようで、歴史を破壊しようとする彼を止めようとしたものの、逆に搭乗していたデビルトライデントを乗っ取られてしまう。キングベーダーが倒された後、デビルトライデントが破壊された際の爆発で吹き飛ばされるも生き延びる。その後はボーダー王が巻き込まれていた時空の歪みによって様々な時代に飛ばされながら貧乏生活を送り、最後までビーダコップの邪魔をした。48話からはジニアスボンと組み、そのおかげか現代に戻ることができた。最終回では時空の歪みのエネルギーを悪用しようとするジニアスボンに唆され悪事を手伝うも、時空の歪みに飲み込まれそうになったところをビーダコップに救出される。その後はみどりボンによって更生と社会復帰のためにボーダーランド騎士団に無理やり入隊させられた。
しろボンたちに「デベソ三銃士」・「二流三銃士」などと間違われたことがある（ジニアスボンに至っては、自己紹介直後にもかかわらず「出たとこ猿芝居」と呼び間違えた）。登場人物の中でも特に多くのメタフィクション的発言をしており、14話で勝利を確信した際に番組名を『ボンバーデビル三銃士』に改名すると発言したことも。初期では「お母さんたちのアイドル」を自称することもあった。
なお、漫画版ではこれまでのシリーズの敵幹部たちとほぼ同等の実力を持ち、ボーダーランド王国を圧倒的な力で壊滅させている他、しろボンたち相手にある程度善戦していた。テレビシリーズとは異なり、最終決戦の末に全員が生死不明となる。
デビル三銃士の各メンバーはデビルブライスター、デビルホーネット、デビルポセイドンの順に該当する各パイロットを紹介する。
アクマント
声 - 園部啓一
デビル三銃士の戦闘要員兼サブリーダー。語尾に「～（で）マント」を付ける口調（漫画版の予告編ではゲストラー共々普通の口調だった）と「フーハッハー（フッハッハー）」という独特の笑い方が特徴。チャームポイントはヒゲと短パン。一人称は「オレ」（ごく稀に「ワシ」と言ったことも（29・42話））。騎士道精神の持ち主で、しろボンのライバル的存在。戦闘要員のため、三銃士の中で一番戦闘回数が多い。自ら積極的に出撃することも多々ある。夢は「宇宙中の美味い物食べ放題」。ドクダンディとゲストラーから名前または「アクちゃん」という愛称で呼ばれるが、逆に自身は他の二人を基本的に名前で呼んでおり、後述の愛称で呼ぶことはほとんどない。
変装や西洋剣術を特技としており（8話など）、特に変装に関してはなりすました人物の声までも真似ているため、外見だけでは彼だと判断できないほどの腕を持つ。ビーダマンだけではなく、一定の大きさを有するビーダロンにも変装可能で、クリスモンド探索の邪魔が入らないよう、ハウンド山に近づく者を追い払うためにデビルブライスターに搭乗した状態で護り神・ケルベロンに変装したこともある（13話）。だが、人気アイドルのヒロインボン（声 - 渕崎ゆり子）が持っていた『幸運を呼ぶ首飾りの玉』を奪うためにタコロン型エイリアンの着ぐるみを着て彼女が主演を務める映画の撮影現場に潜り込んだ際には正体に気付かれないまま、きいろボンに一方的に殴り倒されるという裏目の結果を招いてしまった（33話）。
基本的にはやられ役だがアーマー戦では複数人（2-4人以上）で攻めてくるしろボンたちを相手に1人で応戦したり、ビーダロイド弾を駆使した攻撃で苦戦させることが多く、他のメンバー共々それなりの実力はある。パワーや体力に自信があり、生身の戦闘能力も鍛えている模様。本気で怒ると怒りに任せて辺り構わずビーダマを撃ちまくって暴れる。初期では頭の回る一面を見せることもあったが、話が進むにつれてドクダンディやゲストラーに比べてオツムが悪く、単純かつ間抜けな描写が目立つようになった。
メイルオン時はほとんどメットを被るのみだがジニアスボンにパワーを送って貰った際、ドクダンディやきいろボン、みどりボンのようにクリスモンドの力でメイルを着用している。なお、デビルホーネット・デビルポセイドン登場後はドクダンディが出撃中の時はゲストラー、ゲストラーが出撃中の時はドクダンディと共に実況・解説を行うこともあり、いずれも2回ずつ行っている。3人での実況の時はバトル評論家として解説した。
ブラックブライスターおよび新型母艦に乗って登場し、ドクダンディやゲストラーが出撃の催促をすると準備を終えた彼がブラックブライスターからデビルアーマーを切り離して出撃というパターンが定番だが、新型以降からはドクダンディに譲る形になった。
デビルベーダー壊滅後は最終回でボーダーランド騎士団に強制的に加入させられるも、一応は自身の境遇を受け入れていた。
漫画版では彼がデビル三銃士のリーダー格であり、メイルスーツを装着した状態で腕から衝撃波を出すことができる（この攻撃で片手一本でしろボンを圧倒した）。また、最終決戦の直前であかボンを人質にするためにくろボンに変装したが、こちらはテレビシリーズに比べてかなり雑なものであった（あかボンを捕える作戦そのものは成功させている）。
ドクダンディ
声 - 子安武人
デビル三銃士のリーダー。悪ノリが大好きなくろボンに恋する細身のオカマ。1日10時間の睡眠を取る、こまめに化粧を塗り直すなど自身の美容に気を配るマイペースなナルシストであり、くねくねと動くことが多いのが特徴。毒草摘みが趣味。頭脳派の一面を持ち、「やっぱっぱっぱ～ん」が口癖。この他、催眠術も得意できいろボンを洗脳したことがある。一人称は「あたし」で女口調で話すが、キレると荒っぽい男口調になる。夢は「宇宙征服の証に美少年ハーレムを作ること」。ゲストラーからは「ドクちゃん」という愛称で呼ばれることが多い。
前述の通り、11話で初めて姿を目の当たりにして以来くろボンに恋心を抱いており、度々彼と結ばれる妄想に浸ったり、自分を倒したのが彼だと大喜びして星になったり、直接再会した際には仕事を忘れて歓喜するなどしてリーダーであるにもかかわらず一人脱線することが多く、その都度アクマントとゲストラーに呆れられたり、無視されて置いてけぼりを食らったり、チーム内の指揮をアクマントたちに取って代わられることさえある。そのため、直接戦うことはほとんどない。そのくろボンをライバル視しているデビルスリンガーに対しては三銃士の中で最も嫌悪感を抱いている。また、自身同様にくろボンに惹かれているあかボンを恋敵と見なしている他、きいろボンとも何かといがみ合ったり、食って掛かることが多い。
マイペースゆえに（無断も含めた）単独行動も多いが、その間にクリスモンドをはじめとする財宝やその在り処に関する情報収集を行っていることもある（13話）。他にもヒロインボンへのアプローチで無我夢中になり任務を忘れたアクマントたちを尻目に、一人で行動したこともある。
アクマントが出撃中の時はゲストラー、ゲストラーが出撃中の時はアクマントと共に主に実況を行い、解説はいずれも1回ずつ行っている。
また全キャラ中唯一、ヘッドオン時は横に回転してアーマーモードになる。
最終回にてボーダーランド騎士団に強制的に入隊させられた際にはその境遇をひどく嘆いていた。
漫画版では空間を切り裂く巨大なハサミを持ち、それによって生じた次元の裂け目に相手を吸い込む技を使う。テレビシリーズと比べ小柄な体型をしている他、チーム内では作戦の考案を担当しているが、アクマントからは「おそまつな作戦のせいで失敗ばかりした」と文句を言われている。
ゲストラー
声 - 長島雄一（現：チョー）
デビル三銃士の参謀。語尾に「～でゲス」と付ける口調が特徴。ちょっと太り気味で一人称は「ワシ」。クリスモンドを手に入れるために自身の小遣いをはたくなど、悪役ながらお人好しな一面も見せる。アクマントやドクダンディに比べるとやや常識的。その一方、参謀でありながら作戦の不手際を責められた際に「どんな作戦にもリスクは付き物」と開き直るなど、少々無責任な一面もある。夢は「宇宙征服で全宇宙の富と権力を手に入れること」。ドクダンディから「ゲスちゃん」という愛称で呼ばれることが多い。
ドクダンディ同様に頭脳派の一面を持ち、様々な作戦を考案するが自身の間抜けな性格や想定外の事態によって毎回失敗に終わっている。また、三銃士のデビルアーマーをはじめとするメカの発明にも携わっており、数々の発明品を駆使してビーダコップたちに挑むこともある。ゆえにメカ系統の知識にも詳しく、みどりボンと初対峙した際にグラングリーバーに迷彩機能が備わっていることを一目で見抜いた。
また、ドクダンディにメチャボレ草という薬草を知らず知らずのうちに毒見させられた際には興奮状態のまま彼やキングベーダーに迫ったり（7話）、初期では連敗続きの負い目からデビルベーダーをクビにされ、レギュラーからも降ろされるのではないかと怯えることもあった（10話）。この他、大自然での暮らしに憧れている旨を語ったり（2話）、魔法で変身したウィッチーの姿やヒロインボン（31話・33話）にアクマント共々魅了される一幕も見せた。そのポジションゆえ後方支援に徹することが多いが、レーザーホワイターの初陣戦では（自身もアーマーを手に入れたためか）「偶にはワシもバトルで活躍したいでゲス」と述べるなど、目立ちたがり屋でもある。
アクマントが出撃中の時はドクダンディ、ドクダンディが出撃中の時はアクマントと共に実況・解説を行う（主に解説者を担当することが多い）。三銃士では唯一、メイルオンと母艦からのアーマー切り離し描写がない。
最終回でボーダーランド騎士団に強制加入させられたが、「食いっぱぐれなくて済む」と割と肯定的な様子を見せていた。
漫画版ではデビル三銃士一の怪力を誇る巨漢の馬鹿力キャラとなっているが、後半ではテレビシリーズと同様に自ら作戦を考案。キングベーダーの助けもあり、ビーダコップ基地に保管されていた6つのクリスモンドの奪取に成功する。
デビルスリンガー
声 - 安井邦彦
29話から登場した傭兵。ガンマンを思わせる薄紫色の服装をしており、白いギターを持ったクールで冷酷非情かつ強い男。一人称は「オレ」。強者に敬意を払う一面があり、スリンガー十ヶ条なる独自のルールを持つ。その反面プライドが高く、弱い相手とは話そうともしない。持っている白いギターはビーシャーク合体時のメイルになる。
元々はビーダ連邦から指名手配を受けている一匹狼の宇宙海賊で、くろボンもその存在を知っていた。しかし、宇宙支配を目論むデビルベーダーに雇われる形で加担し、キングベーダーの命で失敗続きのデビル三銃士をサポートしたり、作戦を立案するようになった。くろボンをライバル視する。その実力は非常に高く、くろボンに終生のライバルと言わしめたほどである。生身での戦闘能力も高く、くろボンを負かすほどの実力を誇る。クリスモンドを持った状態でアーマーに乗ったデビル三銃士を圧倒したことも。
クリスモンドを手にしてからはその魔力により性格が豹変し、一度はキングベーダーを裏切り倒すが、実際には倒されておらず生きていた。自身の乗る親衛隊戦艦内にキングベーダーが現れたことでその生存を知り、キングベーダーの襲撃によって正気を取り戻す。そしてくろボンとの最後の戦いにより敗北を喫する。その後、これまでの贖罪のためにキングベーダーの操る自身の戦艦を相手に単独で決戦を挑んで撃墜したのを最後に、物語より姿を消している。漫画版では未登場。

## 登場メカ
「V」の世界では、これまでのシリーズでのボンバーファイター、ビーダアーマーやダークアーマーにあたる戦闘ロボット・Vビーダアーマーおよびデビルアーマーが存在する。いずれの機体も、"メイルスーツ"を装備したパイロットがロボットの頭部に変身し、ロボットのボディに合体するというプロセスをとる。これをヘッドオンと呼ぶ。

### ビーダコップ（登場メカ）

#### Vビーダアーマー
ジークホワイター
しろボンの初代Vビーダアーマー。ランドホバータイプのライドモードから変形。最初は通常のノーマルビーダユニットを使用していたが、3話からあかボンが持っていた2個目のクリスモンドによって連射用の「スーパービーダユニット」を使用している。スーパービーダユニットからの射撃・「スーパービーダシュート」を必殺技とする。19話でピンチに陥った時に「赤いビーダシュート（劇中ではエネルギー弾と呼称し、後にレーザービーダシュートになる）」を撃てるようになるが、発射時の反動に機体が耐え切れず、20話で大破している。
ソニックブルード
あおボンの初代Vビーダアーマーで、空中戦を得意とする。戦闘機タイプのライドモードから変形。6話以降からアーマーモードへの変形が可能になった。3個目のクリスモンドによって小型のビーダマ（BB弾）を連射できる「ガトリングユニット」を装備している。必殺技はガトリングユニットを装備しての連射・「ガトリングシュート」。ライドモードの尾翼と機体下部にそれぞれ各種ビーダユニットとガトリングユニットをマウント可能。20話でデビルホーネットの攻撃を受けて戦闘不能となった。
ダイブレッダー
あかボンのVビーダアーマーで、サブマリンタイプのライドモードから変形。その名の通り、水中戦でその能力を発揮するが劇中、活かされることはなかった。6話以降からアーマーモードへの変形が可能になった。当初はクリスモンドの力を使っていないビーダユニットを装備していたが（作中では未使用）、13話で一度に3つのビーダマを発射する「トリプルバーストユニット」をカーゴイエーガーから譲り受け、以降はそれを装備している。必殺技はトリプルバーストユニット装備時の三発同時射撃・「トリプルバーストシュート」。ソニックブルード同様、ライドモードの尾翼と機体下部にそれぞれ各種ビーダユニットとトリプルバーストユニットをマウント可能。第20話にてデビルポセイドンの攻撃で戦闘不能となり、以後あかボンはビードルフィンに乗ることとなった。ビデオ9巻のイラストには作中では共演しなかったクリスホワイターやクリスブレードなどと登場している。
玩具では初めからトリプルバーストユニットが付属していた。
カーゴイエーガー
きいろボンのVビーダアーマーであり、商売道具。元は単体での時空移動が可能な荷台部分にアームを備えた宅配宇宙船で、Vビーダアーマーではライドモード時にコックピットがキャノピーで密閉されている数少ない機体。9話から4個目のクリスモンドの力によりアーマーに変形できるようになった。最初は「トリプルバーストユニット」を使用していたが、13話でユニットをダイブレッダーに譲り渡し、14話以降はノーマルビーダユニットを使用している。必殺技は「ビーダシュート」。ライドモードでの戦闘時には機体正面にある砲台（アーマーモードでの胸部）から発射される小型ミサイルも使用。アーマー本体と荷台部分を繋げて「ケンタウルスモード（20話で登場）」という形態になることも可能。荷台部分のアームには各種ビーダユニットを搭載可能。大破したジークホワイターや完成したクリスホワイターやクリスブルードなどのVビーダアーマー、ビーダロイド（ウェイブレット、オーガビット）を積んだコンテナを乗せたこともある。
作中では大破したことこそあるものの、初期から登場したアーマーの中では唯一全篇を通して登場し、最終回では他のアーマーと共に「ファイナルビーダシュート」に参加した。
1度ジニアスボンが開発した巨大ビーダマシュートが撃てる「ジャイアントビーダユニット」を装備したこともあったが、巨大にした分エネルギーが薄まってしまう欠陥品で、威力もシャボン玉並みだったため、その後使われることはなかった。グレイボンいわく「格好悪いユニット」。玩具ではノーマルビーダユニットに加えて、このジャイアントビーダユニットも付属しているが、さら別売りのダイブレッダーに付属するトリプルバーストユニットを装着することで、作中初登場時の形態も再現することができる。
漫画版では当初からアーマーに変形できるようになっていたが、戦闘には不向きな作業用メカであり、デビルブライスターのビーダシュートを1発受けただけで吹き飛ばれている。また、漫画版におけるジャイアントビーダユニットはきいろボンが偶然見つけた（本人いわく「その辺の道端で拾った」）クリスモンドが変化した形で登場しており、テレビシリーズとは対照的に地面をえぐるほどの高い威力を発揮した。一方で、使用したのはきいろボン本人ではなくしろボンである。
カラーリングとスタイルは爆外伝IIIのタイトニングボンバーアタッカーにインスパイアされている。
ナイトブラッカー
ビーダコップの別の支部に所属しているくろボンの初代Vビーダアーマー。ジークホワイター同様のランドホバータイプから変形し、そのスピードと機動力はジークホワイターをも上回るほどである。初登場（1話）時から通常のビーダマを連射するスーパービーダユニットと同機構のビーダユニットを装備していたが、18話で発見された6個目のクリスモンドの力でメタルビーダマを連射する「スーパーメタルユニット」にパワーアップした。必殺技はスーパーメタルユニットからの連射・「スーパーメタルシュート」。34話でクリスホワイターとビーダマスターを庇ってビーシャークの攻撃を受けて戦闘不能となった。
漫画版では初登場時からスーパーメタルユニットを装備しており、破壊される描写も描かれなかった。
グラングリーバー
みどりボンが最初に搭乗する近衛騎士団用の戦車型のVビーダアーマー。カーゴイエーガーと同様、通常の戦車だったものが5個目のクリスモンドの力によりアーマーモードへの変形・時空移動が可能になった。ライドモードのままでもビーダマ（メタルビーダマ）を打ち出すことが可能で、変形すれば連射をすることも可能となる。装備しているユニットは「ダブルメタルユニット」で、中型のメタルビーダマを二つ同時に発射することができる。ダブルメタルユニットからの二連射・「ダブルメタルシュート」が必殺技。他に両腕に3門ずつ装備のスモークディスチャージャーや周りの景色を写し出しカムフラージュする迷彩装甲「ステルスアーマー（カメレオンアーマー）」を備えている。32話にて、前回の戦闘で損傷した機体を修理しようとしたウィッチーのかけた魔法で暴走・制御不能に陥り、くろボンのナイトブラッカーによって破壊された。
レーザーホワイター
しろボンの2代目Vビーダアーマーで、ジークホワイターのプロトタイプをエネルギー弾の発射に耐えられるよう改良・強化したもの。出力・性能はジークホワイターよりもこちらの方が上だが、比較にならないほど制御が難しく、しろボンの感情が昂ぶらないと起動すらしない。ビーダマの代わりに赤いレーザーと化したエネルギー弾を発射する「レーザービーダユニット」を装備する。必殺技はレーザービーダユニットからレーザーを放つ「レーザービーダシュート」。24話でレーザービーダシュートを鏡で押し返されて戦闘不能に陥るがひそかに回収され、33話ではグレイボンが自分も乗れるように改造して搭乗。シリーズで唯一となる新旧のビーダアーマーの出撃となった。もっとも、前述の通り本来の持ち主のしろボンでも扱うのが難しかったがゆえに、グレイボンも乗りこなすことはできなかった。
玩具は赤外線レーザーを発射できるユニットを装備した組み立て済み製品で、標的であるブラックブライスターとセットになって発売された。なお、レーザービーダユニットを取り外すことはできるが、ヘッドパーツは脱着出来ない。
カラーリングおよびデザインはビーダシティ編のホワイトゲイルにインスパイアされている。
クリスホワイター
24話で初登場。 9個目のクリスモンドによってパワーアップしたしろボンの3代目Vビーダアーマーで、ジークホワイターの後継機である攻撃重視型のアーマー。他の二機同様ランドホバータイプのライドモードから変形する。薬莢型のカプセルに入っているエネルギーを増幅したビーダマを発射できる「ハイパービーダユニット」を装備している。必殺技はハイパービーダユニットからの強烈な射撃・「ハイパービーダシュート」。その際に薬莢型のカプセルが後ろに飛ぶ。また、クリスブルード・カーゴイエーガー・クリスグリーバー・なぞのアーマーと共にクリスモンドの力を得て放つ合体技・「ファイナルビーダシュート」を持つ。
漫画版ではデビルポセイドンとの戦闘で大破したジークホワイターが9個目のクリスモンドのパワーを受けて進化した。
クリスブルード
27話で初登場。10個目のクリスモンドによってパワーアップしたあおボンの2代目Vビーダアーマーで、ソニックブルードの後継機である空中戦重視型のアーマー。ソニックブルードに比べて速度、旋回能力などがアップしている。ホーミング機能を持った子機を射出してその子機から小型のメタルビーダマを射出する「ホーミングユニット」を装備。子機は偵察などに使用することもできる。必殺技はホーミングユニットからの射撃・「ホーミングシュート」。
クリスグリーバー
32話で初登場。11個目のクリスモンドによってパワーアップしたみどりボンの2代目のVビーダーアーマーで、グラングリーバーの後継機である重機動型のアーマー。グラングリーバーの機能を受け継いでいながらすべての機能がアップし、さらに重厚さがアップした。中型メタルビーダマを4発ずつ（左右2門発射口があるため合計8発）同時発射できる「スーパーダブルメタルユニット」を装備する。必殺技はスーパーダブルメタルユニットからの連射・「スーパーダブルメタルシュート」。また、手足のキャタピラで攻撃することもできる。
元々誰かのアーマーが破損した際の代理でありパイロットは誰でも良かったらしく、くろボンによって破壊されたグラングリーバーの代わりにみどりボンが強奪したが、みどりボンの活躍で入手したクリスモンドで動いているということでグレイボンは所有権をみどりボンにあっさり譲った。しかし、きいろボンは順番的に自分のアーマーだと都合良く思い込んでいた。
クリスブラッカー
35話で初登場。12個目のクリスモンドによってパワーアップしたくろボンの2代目Vビーダアーマーで、ナイトブラッカーの後継機。本作品に登場するビーダアーマー単体では最も巨大な機体で、ナイトブラッカーとは全く異なる機能を持つ機体となっている。くろボンが食べた命の実の効力によってスリンガーとの戦いの際に素早い動きを見せており、その性能は桁違い。ライドモードは戦艦を思わせる形態に変形する。クリスホワイターのハイパービーダユニットと同様の薬莢型カプセル入りビーダマを連射できる「ブローバックユニット」を装備している。必殺技はブローバックユニットからの射撃・「ブローバックシュート」で、この技を打つ際に薬莢型カプセルが横に飛ぶ。その威力はビーシャークにもダメージを与えるほどのパワーを持つ。
ビーダキャリバー
元々ビーダキャリバーという名前はクリスモンドが収められていた伝説の剣の名前だった。しかしデビルトライデントの襲来によってしろボンたちが危機に陥ったとき、すべてのクリスモンドが光を放ち、ホワイター・ブルード・グリーバー・ブラッカーを合体させた。その巨大なビーダアーマーは伝説の剣にちなんでビーダキャリバーと名付けられた。
ビーダキャリバーは強大な力を秘めているが、しろボンたち4人の意思が一つにならないと発現することはできない。そのため当初、なかなかその力を発揮することはできなかった。必殺技は「ハイパーブローバックシュート」。最終決戦時には全てのビーダユニットを装着して「パーフェクトモード（後述）」となり、キングベーダーを真っ二つに切って葬った。そしてクリスモンドと共に時空の彼方に消えたボーダー王は、終盤で意外な場所に存在していることが判明する。
スーパービーダ・ガトリング・トリプルバースト・スーパーメタル・ダブルメタル・ハイパービーダ・ホーミング・スーパーダブルメタル・ブローバック・さらにデビルアーマーのファイヤースキャン・サンダースキャン・ブリザードスキャンの12のビーダユニット（これらは12個のクリスモンドが変化したもの）を装備した姿が“パーフェクトモード”である。これは玩具でも再現可能であった。
シロミドク
25話で登場。ひょんなことからクリスホワイター・グラングリーバー・デビルホーネットがベタベタ玉という宝玉の力で合体した姿。クリスホワイターの下半身にライドモード形態のグラングリーバー、右腕にデビルホーネットのサンダースキャンユニット、左腕にデビルブライスターのファイヤースキャンユニットが付いた外見をしている。命名者はきいろボンで、各アーマーのパイロットの頭文字（しろボン、みどりボン、ドクダンディ）を語呂合わせしたもの。最後は救援に駆けつけたナイトブラッカーがクリスホワイターのビーダマ発射口にスーパーメタルシュートを撃ち込んだことで強制的に合体が解除されて元に戻った。
玩具でもクリスホワイターのキットに付属している専用の接続パーツを使うことで再現可能であった。
なぞのアーマー
47話から登場し、ボーダー王を探すしろボンたちの前に現れた、灰色のカラーリングが特徴の謎のビーダアーマー。当初パイロットの素性は明かされていなかったが、最終話直前にくろボンであることが判明する。時空の歪みをも消し去る威力のビーダシュートを放つことが可能。ヘッドオンシステムやライドモードへの変形機構が導入されていない他、頭部のツインカメラに瞳が映し出される仕様となっているなど、ほかのVビーダアーマーとの相違点が多々見受けられる。
最終盤に登場したこともあり玩具化されておらず、詳細な機体スペックや正式な機体名も作中では最後まで明かされることはなかった。
近年になって発見された商業カタログにより、[爆外伝Ⅵ]に登場予定だった機体「ビーダガンアーマー」の先行登場であることが判明した。(結局爆外伝Ⅵは展開されなかった為なぞのアーマーの正体が視聴者に明かされることは無かった)

#### ビーダロイド
ウイングレット
鳥型のビーダロイド。合体することで空中を自在に飛び廻ることができる。このビーダロイドのみビーダユニットとの交換ではなく、直接ジークホワイター（レーザーホワイター・クリスホワイター）に合体する。当初は製作が難航していたが、ガリバ時代のスィフト国にあるフライングチップを内蔵することで完成した。最終決戦ではキャリバーコアの輸送にも用いられたが、戦闘中にクリスブラッカーにぶつかった際にクリスホワイターと分離し、キャリバーコアごとデビルトライデントに奪われた。
スタイルは前作のゲーム版『ビクトリーへのみち』に登場するαイーグルBRに、カラーリングはビーダシティ編のカゼ丸にそれぞれインスパイアされている。
オーガビット
オオカミ型のビーダロイド。両前足に付いているオーガドリルが武器。攻撃だけでなく地中を移動することが可能。
作中ではクリスホワイターと合体したが、玩具の紹介用写真などにはジークホワイターと合体した写真が使用された。そのため、企画段階ではしろボンがクリスホワイターに乗り換える前に登場する予定だったらしい。
スタイルは『ビクトリーへのみち』のαウルフBRにインスパイアされているが、こちらは二足歩行となっている。
ウェイブレット
鮫型のビーダロイド。前面にシールドを備える。ウイングレットの研究データを基に開発された。ダイブレッダーのVビーダアーマーも、換装することで水中での活動が可能。
初登場時にはデビルポセイドンと水中戦を繰り広げ、最後はゲストラーが撃ったウツボロン型ビーダロイド弾をウェイブレットを装備したクリスホワイターが投げつけたことでデビル三銃士を撃退した。
スタイルは『ビクトリーへのみち』のαシャークBRにインスパイアされている。

#### その他（ビーダコップ）
ビードルフィン
しろボンたちの乗るビーダコップ専用パトロール宇宙艇。単体で時空移動が可能。装備は2連装のカノン砲。4話以降、しろボンたちはVビーダアーマーに搭乗するようになったため出番がなかったが、21話で再登場。以降はあかボンやあおボン（31話以降はクリスブルードに搭乗）が時空移動の際に搭乗するようになり、最終話まで活躍した。
ベースジャンパー
しろボンたちのいるビーダコップ基地の中心部にして、時空移動とワープが可能な移動基地部分。時空移動時には空中に浮遊し、ワープ機能を活かしての惑星間移動にも使用される。終盤における時空移動の手段としても用いられた。
ビーダビーグル号
ビーダ連邦の大型宇宙船。周辺に複数のビームカノン砲を装備。
V2（ブイツー）
ビーダ連邦の極秘機密となっている移動要塞で、ボーダー方面第17分署でもある。四角睡を底面で二つ合わせたような形状をしており、強力なエネルギーバリアーと並みのビーダカノンでは破壊できない強固な装甲を持つ。周囲には攻撃用レーザー衛星を多数配備しており、内部にも両足がキャタピラになった警備ロボットが複数体配備され、多数のビーダコップ戦闘機も格納されている。クリスモンドを狙うデビルベーダー対策のため、しろボンたちの持つクリスモンドの保管先に選ばれる。しかし、貨物船のコンテナに潜んだスリンガーの計略によってその侵入を許してしまい、クリスモンド争奪戦の末にクリスモンドを手に入れて変貌したスリンガーの攻撃によって破壊された。
ビーダコップ戦艦
ビーダ連邦の量産型戦艦。艦首左右に二連カノン砲を装備。
ビーダコップ宇宙艇
ビーダコップの量産型パトロール宇宙艇で、上部にパトランプを備えている。
ビーダコップ戦闘機
V2に配備されたビーダ連邦の量産型戦闘機。機体左右にカノン砲を装備。

### 宇宙海賊デビルベーダー（登場メカ）

#### デビルアーマー
デビルブライスター
アクマントのデビルアーマー。サソリ型のライドモードから変形する。空陸両用。装備ユニットは物質をスキャンして、それに似せた形状をした炎属性のビーダロイド弾を造り出す「ファイヤースキャンユニット」で、ボーダー王国襲撃時に手に入れた最初のクリスモンドのエネルギーを動力源としている。炎属性ということもあり、ファイヤースキャンユニットで造ったビーダロイド弾は水に弱い。必殺技はファイヤースキャンユニットからビーダロイド弾を造り出して攻撃する「ファイヤースキャンシュート」。格闘戦では両手首に付いた鉤爪「アサルトクロー」と両脚先端の爪「ハイパークロー」（ライドモードでのハサミに相当するパーツ）を使用。回によっては小型のバルカン砲のような武器を使用することもあった。
当初、ライドモード時は後部にブラックブライスターが連結された状態だったが、デビルホーネット・デビルポセイドン登場後はホーネットが新型母艦に連結されたため、新型母艦の格納庫に収納されることとなった。ホーネット・ポセイドンと同様毎回ビーダコップとの戦闘で敗れているものの、いずれも最終決戦でのデビルトライデントとなっての戦闘まで破壊されることはなかった。ただし、修理のために一度オーバーホールに出している（26話）。13話ではケルベロンに偽装している。
1話から登場しており、作中において最初にヘッドオンを披露したアーマーでもある。戦闘回数は全33回。
漫画版および玩具では、ヒットすると大顎「チョッパーシザース」が閉じるギミックを持つビーダロイド弾（ライドモードでの頭部に相当するパーツ）を発射する。漫画版では「ファイアーファングシュート」と呼称。
デビルホーネット
ドクダンディのデビルアーマー。スズメバチ型のライドモードから変形する。背中の巨大な翼「ビーウイング」によって高い飛行能力を有する。物質をスキャンして、雷属性のビーダロイド弾を造り出す「サンダースキャンユニット」が武器で、19話で入手した7個目のクリスモンドが動力源。必殺技はサンダースキャンユニットからビーダロイド弾を造り出して攻撃する「サンダースキャンシュート」。ユニットに搭載した巨大な「スタングドリル」（ライドモードでの腹部の針に相当するパーツ）を飛ばしての攻撃も可能（漫画版では「ポイズンドリルシュート」と呼称）。
初登場時はブライスター・ポセイドンと共同で戦ったが、各々が撃ったビーダロイド弾同士が投げられて衝突した末に仲違いしてしまい（スキャンした物がそれぞれヘビロン・カエルロン・ナメクジロンという『三すくみ』の関係）、以後は各機とも主に単独で戦うようになった。
戦闘回数は全10回。
漫画版および玩具では、ヒットすると先端の爪が伸びるギミックを持つスタングドリルをビーダロイド弾として発射する。
漫画版では氷のクリスモンドの力を有しており、巨大な雪崩で攻撃してしろボンたちを苦しめたが、最後はナイトブラッカーに敗れてクリスモンドも取り返されてしまう。
デビルポセイドン
ゲストラーのデビルアーマー。オウムガイ型のライドモードから変形する。水中戦用機だが地上戦・空中戦でも活動可能なため、あらゆる地形で戦える。両肩に装備したシールド兼水中可変翼「ホイールバインダー」であらゆる攻撃を跳ね返す。武器は物質をスキャンして、氷属性のビーダロイド弾を造り出す「ブリザードスキャンユニット」（動力源は19話で入手した8個目のクリスモンド）とシールドで覆われた上半身を飛ばす「グランドローラー（作中未登場）」。必殺技はブリザードスキャンユニットからビーダロイド弾を造り出して攻撃する「ブリザードスキャンシュート」。生成されたビーダロイド弾は氷のボディを有している場合が多く、粉砕された後の破片は強い光を反射させて敵の目を怯ませる閃光にも利用できる。26話ではこの特性を利用して勝利を確信したくろボンを太陽の光で怯ませ、その隙に止めを刺すという戦法を披露した。また、ビーダユニットは後述のデビルトライデントの武器にもなる。
戦闘回数は全11回。
漫画版ではグランドローラーでジークホワイターを大破させ、その後の古生代での再戦時もクリスホワイターを得意の水中戦と電撃攻撃「ノーチラスショック」で追い詰めるが、救援に駆けつけたくろボンに海水を吹き飛ばされ、水が無くなった一瞬の隙を突かれハイパービーダシュートに敗れる。
デビルトライデント
44話でキングベーダーによって合体機構を与えられたブライスター・ホーネット・ポセイドンが合体した姿。必殺技は「ウルティマデビルシュート」で、バリアーを張っての防御や瞬間移動も可能。
最終決戦ではデビルカノンを装備したり、戦う相手をスキャンしてその弱点となるものを造り出す新型ビーダロイド弾「ビーダロイド光線」を使用した。最終的にキングベーダーに乗っ取られてしまい、そのままビーダキャリバーのハイパーブローバックシュートによって破壊された。
ビーシャーク
スリンガーのデビルアーマー。サメ型のライドモードから変形。カーゴイエーガー同様、ライドモード時にはコックピットがキャノピーで密閉される。武装は胸部に装備した主砲のメタルビーダマ「シャークカノン」と、頭頂部と腹部、両腕に装備された計4門の小型メタルビーダカノン。回によってはシャークカノン発射口カバーの上部から超小型のメタルビーダマを発射する描写も見られた。デビル三銃士の機体を凌駕する性能を持つとされる。高い頭身と長い手足というVビーダアーマーとしては異色のスリムなデザインである。玩具化されていないため、詳細な機体スペックや変形機構なども作中で言及されることはなかった。

#### ゲストラーの発明品
デビル三銃士の参謀ゲストラーが主にビーダコップたちを倒す、クリスモンドを手に入れるなどの目的に応じて開発した自作のメカの数々。本項ではゲストラーが開発したという明確な言及がなされていないものについても同様の扱いで詳述する。
メカ始祖鳥ロン
2話で登場。始祖鳥ロンを模したメカで、ドクダンディがリモコンで操作する。カメラに映した映像をブラックブライスター内のモニターに映すことが可能。しろボンたちの様子を探るために使用された。アーマー戦ではデビルブライスターのスキャン光線でビーダロイド弾を生成するために使用され、スキャン光線が命中したことで三銃士の思惑通りに始祖鳥ロン型ビーダロイド弾が生み出された。しかし、リモコンが故障したために操作が効かなくなり、ビーダロイド弾に当たって爆散してしまった。
マインドコント甲羅（マインドコントこうら）
11話で登場。ガラパゴスゴイデス島に生息するマンモスカメロン（声 - 郷里大輔）の甲羅に2本のアンテナが付いたヘルメット型の装置を取り付けたもの。甲羅の中に入ったマンモスカメロンの心をゲストラーが操作するリモコンで遠距離から自由自在に操ることができる。しろボンたちが保護したマンモスカメロンをこの装置で操り、手出しができない彼らを倒そうと目論むが、細工を見破っていたくろボンのナイトブラッカーに装置のみを破壊されてしまう。
クリスモンド発見基地
20話で登場。ゲストラーいわく「一世一代の大発明」で、ボーダー王の持っていたクリスモンドを2つ奪ったことで勢いに乗ったデビル三銃士が、残されたクリスモンドをまとめて手に入れるために開発を開始した。基地内部に設置した台座にデビル三銃士が手に入れた3つのクリスモンドをセットすると真上にあるアンテナが作動し、残りの飛び散ったクリスモンドの在処がまとめてわかるようになっている。他にも、三銃士の各デビルアーマーを格納しているコンテナを設けている。「世の中で一番人目につかない場所」とされるヒソヒソ時代のコソコソ国の密林で密かに建設されていたが、偶然にもそこで遭難していたみどりボンによって所在がバレてしまい、みどりボンから話を聞いたしろボンたちにも襲撃されてしまう。一度はデビルアーマー3機による連携でしろボンたちを退け、その後「リフォーム業者に変装して基地に直接潜入し、爆弾を仕掛けて内部から爆破させる」という破壊工作を目論んだきいろボン・あかボン・あおボンの3人も逆に捕らえてしまう。しかし、最後はレーザーホワイターに倒されたデビル三銃士のデビルアーマーが激突した際の爆発で完全に破壊された。
巨人型アーマー
26話で登場。ウォーズ時代のブンドッタ国国王のしょうぐんボン（声 - 玄田哲章）の持つ「勝利の玉＝10個目のクリスモンド」を手に入れるために最新式の兵器と称して提供した巨人型のメカ。胴体中央部に設けたコックピットに直立姿勢で乗り込み、バネの付いたリング型の操縦機を両手首と両足首に填めた状態で操縦する。搭乗者の手足の動きに連動して稼働するフィードバック式の操縦システムを採用。ゲストラーの持つコントローラによって操縦機のバネを伸ばして搭乗者の身動きを封じる、コックピットに高圧電流（ゲストラーいわく「気絶どころでは済まない」ほど）を流し込む、自動操縦（戦闘モード）への切り替えなどの遠隔操作も可能としている。身動きの取れなくなったしょうぐんボンからクリスモンドを奪った後、駆けつけたビーダコップを足止めしてデビル三銃士が撤退するまでの時間を稼ぐためにしょうぐんボンを乗せたまま自動操縦に切り替えた状態で襲い掛かる。クリスホワイターとカーゴイエーガー二機がかりでも抑えきれないほどのパワーでビーダコップを苦戦させるが、逆に動きを抑えられている隙にしょうぐんボンを救出されてしまい、最後はハイパービーダシュートで破壊される。
エネルギー吸引機
28話で登場。グレイボンに恨みを持つジニアスボンと共同開発した二足歩行の巨大アーマー。タンク型の胴体にライト型の右腕、掃除機型の左腕、両足が装備されていることが特徴。ヘッドオンではなく、頭頂部に設けたコックピットにジニアスボンが乗り込んで操縦する。左腕の掃除機で相手のビーダエネルギーを吸収し、右腕のライトでデビル三銃士を照射することで三銃士にエネルギーを送り込んでパワーアップさせる。デビルブライスターとの連携でクリスホワイターとカーゴイエーガーを相手に善戦するも、グレイボンの発明品を駆使したミミタンの撹乱で操縦が混乱し、反対にブライスターのエネルギーを吸い取ってしまう。挙句、コックピットも同様にグレイボンの発明品で破壊されて機能停止した。
デビルデスマッチリング
32話で登場。みどりボンとくろボンの決闘を利用して、両者を倒すためにボーダー巌流島の砂浜にあらかじめ埋めていた。決闘が開始されると同時にボクシングリングとその周囲を覆う特殊なフェンスシールドが砂の中からせり上がる形で出現。フェンスシールドは内部で放つビーダマの威力を10倍にまで引き上げる他、内部と外部両方からのビーダシュートでは破壊されないように作られている。反面、ビーダシュート以外の攻撃に対しては非常に脆く、クリスホワイターのパンチでフェンスシールドに穴を開けられた挙句（ゲストラーいわく「あんな原始的な攻撃方法は想定していなかったでゲス」とのこと）、くろボンたちにも逃げられてしまう。
デビルバキューマー
39話で登場。新型母艦に搭載された状態で登場。掃除機型の吸い込み口から相手のビーダシュートを吸収し、新型母艦内部でエネルギーに変換させてからコードで繋いだデビルブライスターにエネルギーを送り込むことで、デビルブライスターのビーダマの威力を倍増させる。きいろボンのカーゴイエーガーが装備したジャイアントビーダユニットに対しては、パワーが薄まっていたことから溜め込まないとエネルギー変換ができないと判断し、ビーダマを次々に吸い込むが、溜め過ぎたせいでエネルギーオーバーに陥り、エネルギーが暴発した勢いでデビルブライスターを切り離すと同時に新型母艦を吹き飛ばしてしまった。
デビルバギー
41話で登場。新型母艦に格納されている装甲タイプのバギーで、ブラックブライスターに似たデザインをしている。熱砂による故障で墜落した新型母艦に代わって砂漠地帯での移動手段に用いられたが、走行中に現れた巨大サソリロンに転倒させられたまま放棄された。

#### その他（デビルベーダー）
ブラックブライスター
デビル三銃士が時空移動に用いたサソリ型の宇宙母艦。最前部にデビルブライスターが連結しており、戦闘時にはブライスターが母艦本体と分離する。連結したデビルブライスターにアクマント、母艦本体の前部座席にドクダンディ、後部座席にゲストラーが各々搭乗する。武装は母艦本体に装備したアンカー式のロケットクローとその上部に1門ずつ装備した計2門のビーダカノン砲（デビルブライスターからビーダマを発射することもある）、母艦本体底部から投下する対地攻撃用の爆弾、リモコン操作によって機体側面から展開されるマジックハンドなど。機体とほぼ同じ大きさの巨大化したゲンゴロンをコックピットに収納していたことも（15話）。21話でレーザーホワイターに倒されたデビルブライスターの下敷きになり、大破した。
玩具は赤外線レーザーを発射できるユニットを装備した組み立て済み製品のレーザーホワイターとセットになって発売された。
新型母艦（正式名称不明）
22話から登場。ブラックブライスターの後継機にあたる蜂型の宇宙母艦。母艦本体の中心部にデビルホーネットが連結し、後部左右の格納庫にブライスターとポセイドンが収納されている。41話では後部上側部分にデビルバギーを格納していた。連結したホーネットにドクダンディ、母艦本体の左右に設けた爪型のコックピットにアクマントとゲストラーが各々搭乗する。ブラックブライスターと違い、ホーネットから発射されるビーダマ以外に目立った武装はないが、映像投影機能を持つ。
デビルベーダー戦艦
デビルベーダーの量産型戦艦。海賊船とイッカクを足したような形状をしている。装備は艦首左右に付けられた2門の二連ビームカノン砲と左右の甲板に装備された四対の小型二連ビームカノン砲。デビルスリンガーも搭乗していた親衛隊戦艦もあり、こちらはビーシャークと同系色をしている。
デビルベーダー戦闘機
デビルベーダーの量産型戦闘機。シャチのような形状をしている。装備は機体左右に装備されたビームカノン砲。
特殊アーマー
デビル三銃士のデビルアーマーが乗り込んで操作する量産型メカ。中心部にある大砲から威力を増幅させたビーダマを発射する。クリスモンドの力に取り憑かれたスリンガーと共に出撃し、パトロール中のクリスグリーバーを急襲することに成功。
復活したキングベーダーにより暴走させられるが、正気を取り戻したスリンガーの駆るビーシャークと加勢したVビーダアーマー（ブライスター機はクリスホワイター・クリスブルード・クリスグリーバー・カーゴイエーガー、ホーネット機はクリスブラッカー、ポセイドン機はビーシャーク）に破壊された。
デビルカノン
デビルベーダーの最終兵器。無数のデビルベーダー親衛隊戦艦がキングベーダーの力によって合体して生み出された巨大な大砲。デビルトライデントが装備し、ビーダコップから奪ったキャリバーコアとデビルトライデントに搭載された3つのクリスモンドのパワーで作動。パイロットの意志で自在に操作可能なエネルギー弾を発射する他、あらゆる宇宙と時代のビーダエネルギーを奪い取り、世界をキングベーダーの望む「暗黒の無」に変えてしまう。クリスホワイター・クリスブルード・クリスグリーバーの一斉攻撃を砲門に受けて破損し、キャリバーコアとクリスモンドを落として機能停止した。

## 用語
Vビーダアーマー
ビーダコップの使用するバトルアーマー。操縦者がヘッドユニットになり頭部に合体する。用途に合わせビーダユニットの交換が可能で、時空移動が可能な移動形態をライドモード、ヘッドオンした人型戦闘形態をアーマーモードと呼ぶ。
デビルアーマー
デビル三銃士とデビルスリンガーが使用するバトルアーマー。Vビーダアーマーと同様の機構がなされており、操縦者がヘッドユニットになり頭部に合体する。
メイルスーツ
Vビーダアーマーおよびデビルアーマーの搭乗者が装着するスーツ。ヘッドユニットに変形し、Vビーダアーマーとヘッドオンする。ビーダコップ側のメイルスーツはメイルカード（クリスホワイター、クリスブルード、クリスブラッカーからはゴールドカード）によって換装され、きいろボン・みどりボン・デビル三銃士のメイルスーツはアーマー搭乗時に自動的に換装される。また、スリンガーは愛用のギターがメイルスーツに変化する。
メイルカード
ビーダコップの証であるカード。「ビーダコップ、メイルオン」のコードを言うことで、メイルスーツを換装する機能を持つ。なお、きいろボンとみどりボンはカードなしでメイルスーツを換装している。
ゴールドカード
それぞれの後継機のVビーダアーマーを入手したしろボン・あおボン・くろボンが使用する金色のメイルカード。機能は通常のメイルカードと同じ。
ヘッドオン
メイルスーツを装着したビーダコップがヘッドユニットに変形、Vビーダアーマーに合体するプロセス。
デビル三銃士がデビルアーマーと合体するプロセス、スリンガーがビーシャークと合体するプロセスも、この名称が使われる。
ビーダロイド
Vビーダアーマーをサポートする、動物の姿形を模したサポートメカ群の総称。ビーダユニットの代わりに装着し、それぞれの地形に応じての機能を発揮する。
スキャン光線
Vビーダアーマーおよびデビルアーマーのヘッドユニットのツインカメラから発射される黄色い光線。照射した物質のデータを取り込んだり、相手のメカの内部構造を解析することができる。
ビーダロイド弾（ビーダロイドだん）
デビル三銃士のデビルアーマーに装備されている各種スキャンユニットから造り出される召喚型モンスター。スキャン光線で照射した物質のデータを取り込んでおり、それとほぼ同じ形状をしている（また、デビルブライスターが5話で鬼瓦をスキャンした際はミサイル型だった）。スキャンした物質によって攻撃方法が異なり、各種スキャンユニットに合わせて炎・雷・氷による属性攻撃を繰り出すこともある。
アクマントはメカ始祖鳥ロン（2話）やゴルゴン（声 - 室園丈裕）の力の源である宝玉（4話、形状は石化光線を発射する目玉型）、コスプレをしたドクダンディ（16話・23話、形状はそれぞれミイラロン型とキツネロン型）や興奮状態に陥ったゲストラー（のラブラブパワー（7話、形状は擬人化されたハート型のミサイルで、ホーミング機能を持つ））をスキャンしてビーダロイド弾を造りだしたこともあった。しかし、ハレルヤ王国の少年テルテル（声 - くまいもとこ）の持つ怪獣ロンのソフビ人形からビーダロイド弾を造った際には、ビーダロイド弾が人形の持ち主であるテルテルの言うことにしか従わず、テルテルの命令でドクダンディとゲストラーもろともブラックブライスターを蹴り飛ばす（10話）など、特性がスキャンした物質に左右されることもある。
ビーダコップ
宇宙の平和を守るビーダ連邦（ビーダコップ連邦とも呼ばれる）所属の銀河警察。
ビーダコップ基地
しろボンたちの所属するビーダコップ支部の基地。
宇宙海賊デビルベーダー
宇宙支配をもくろむ宇宙海賊で、異次元空間に存在する城を本拠地としている。クリスモンドを狙っている。46話で首領キングベーダーが倒されて以降は幹部のデビル三銃士を除いて目立った行動はなく、事実上の壊滅となった。
漫画版では「デビルベーダー一族」の呼称もなされた。
クリスモンド
ビーダキャリバーから分離した、持った者の意思を増幅させ、時には怪現象すら発生させる魔力がある12個の宝玉。デビルベーダーによるボーダーランド襲撃の際にボーダー王によって分割され、時空の彼方に四散する。クリスモンド同士は互いに呼び寄せ合う性質をもっており、クリスモンド発見機はこの性質を利用して時空に飛び散ったクリスモンドの反応を探知している。Vビーダアーマーや各種スキャンユニットの動力源に使ったり、ビーダユニットに変化させてVビーダアーマーに装備することでその性能を高めることが可能。ビーダキャリバーの一部となっている時は薄紫色だが、分離した際は赤・黄・黄緑・水色の4色に分かれる。36話でしろボンがキャリバーコアの原型である合体テスト装置の解放ボタンを誤って押したことで内蔵された5個のクリスモンドが各時代に四散しており、再び争奪戦が繰り広げられた。
エネルギー弾（エネルギーだん）
ジークホワイターおよびレーザーホワイターから発射される赤いビーダシュート。ジークホワイターのスーパービーダユニットに搭載されているクリスモンドと19話でボーダー王から託されたクリスモンドが共鳴したことで生み出されたエネルギーの塊。2つのクリスモンドのパワーによって絶大な威力を誇るが、発射時の反動によって機体に大きなダメージを与えてしまうのが弱点。もともとジークホワイターが2つのクリスモンドのパワーに対応するように設計されていないにもかかわらず、しろボンは無暗にエネルギー弾を撃ってしまい、これがジークホワイターを大破させる原因となってしまう（レーザーホワイターはこのエネルギー弾を発射しても反動に耐えられるようになっている）。
ゲーム版「ファイナルメガチューン」でもシステムに取り入れられており、ゲーム内での名称は「C（クリスモンド-）パワーシュート」となっている。
クリスモンド発見機
グレイボンが開発した装置。祭壇を模した装飾とその手前に設けた小皿が特徴。クリスモンドの影響を受けた物、あるいはそれに触れたり近づいたりした物をこの機械にかけることにより、どの時代にクリスモンドの反応があるかを調べることができる。そのため、41話までは「しろボンたちが周囲で起こった異変に関わっている物を発見機にかけてクリスモンドの反応を探知し、反応のあった時代にビーダコップが出動する」という展開が中心となっている。
しかし、反応があっても必ずしもその時代にクリスモンドがあるとは限らず、大抵は時空を漂うクリスモンドが反応のあった時代に働きかけたことによって現代の時間がその影響を何かしら受けただけ（特殊な力を宿した物も含め、似て非なる物があることも）である場合が多い。しろボンたちからは「占い機に改名した方が良い」「当たったことよりも外れたことの方が多い」、あおボンには「自分で新しい発見機を作ってみる」と言い切られるなど酷評されている。15話ではグレイボン自ら改良を加えたと豪語するが、外観は特に変わっていない。
41話では半径10億光年の空間と過去100億年の時代までの探索範囲を確保した強化版「ハイパークリスモンドレーダー」が登場。ただし、こちらは探索範囲を確保するために膨大なパワーを要しており、クリスモンドが8個まで揃った段階で初めて使用が可能となった。
直接の関係はないが、デビルベーダー側ではルーレット型のクリスモンド発見機らしき機械を用いてクリスモンドの反応を探知することもあった。
見つけて君（みつけてくん）
グレイボンがボーダー王発見のために作ったボーダー王探索装置で、クリスモンド発見機を改造したもの。ビーダキャリバーのエネルギーで起動し、反応のあった時代にボーダー王が流れ着いているが、発見しても時空の歪みに飲み込まれてしまう。
宝剣ビーダキャリバー
ボーダーランドの宝剣。クリスモンド全てを合わせることにより復活する。ちなみに作中でビーダキャリバーと呼ばれるものは、宝剣・合体Vビーダアーマー・そしてアーマーが使う巨大剣がいずれも同じ名称で呼ばれる。
キャリバーコア
別名・合体磁場製造マシーン。5つのクリスモンドのパワーを増幅させる装置で、合体アーマー・ビーダキャリバーに合体するため使用されるコアユニット。
補いの森（おぎないのもり）
ビーダマスターがあおボンとみどりボンに行かせた、入った者の弱い部分につけ込む幻などが待ち構える森。
悟りの森（さとりのもり）
ビーダマスターがくろボンを付き添わせてしろボンに行かせた、自分の足りない部分を悟るための森。ビーダマスターはしろボンに弱点を悟るよう行かせたが、実際はくろボンに自身の弱点を自分で知ってもらうため、しろボンに付き添わせた。
スリンガー十ヶ条
作中でスリンガーが唱える信条。
- その一、名乗りあった相手とはどちらかが倒れるまで戦うべし
- その二、ハンデを負った相手とは戦わん
- その三、自分以外は信用するな、敵を欺く前に味方を欺け
- その四、常に相手の先を読め
- その五、傲慢が綻びを生む
- その六、敵を倒すにはまず味方から
- その七、弱いヤツを殺すのは俺のプライドが許さない
- その八、ライバルと見込んだ相手とは正々堂々戦うべし
- その九、ホントにいい獲物は邪魔の入らないところで始末しろ
- 最後、アウトローはくたばるまで足を洗うことはできん

## スタッフ
- 企画 - 原口淳、小林信一、落合茂一、丸山正雄
- 原案 - 水野祥司、藤原茂樹、天野幹俊
- シリーズ原案 - 酒井あきよし
- 監督 - 川瀬敏文
- シリーズ構成 - 浦畑達彦
- キャラクターデザイン - 梅原隆弘
- メカニックデザイン - やまだたかひろ、安彦英二
- 美術監督 - 高橋和博
- 色彩設計 - 黒柳朋子
- 撮影監督 - 青木孝司、鎌田克明
- 編集 - 尾形治敏
- 音響監督 - 鶴岡陽太
- 音楽 - 多田彰文
- 録音制作 - 楽音舎
- 音楽プロデューサー - 熊田和生
- 協力 - 別冊コロコロコミック 「ボンバーマンビーダマン爆外伝V」作画：三鷹公一
- プロデューサー - 大池雅光、白井勝也、真辺文子、小原麻美
- 制作協力 - 名古屋テレビ映像、東急エージェンシー
- アニメーション制作 - マッドハウス
- 制作 - 名古屋テレビ、未来計画、パオハウス[注 1]

## 主題歌
オープニングテーマ
「GOGO!爆外伝 ～Ver.Victory～」（第1 - 20話）
作詞 - 小玉優二 / 作曲・編曲 - 河野陽吾 / 歌 - マキ凛子（with ダイナマイト・ヨウ）
- 前作の後期OPの、歌詞を変更したバージョン。オープニングにて使用されたバージョンはCDには未収録ではあるが、フルサイズのカバーバージョンを収録したカセットテープ・CDが存在する。

「ぼくらのVICTORY」（第21 - 50話）
作詞 - 白峰美津子 / 作曲・編曲 - 渡部チェル / 歌 - パイレーツ
エンディングテーマ
「ともだちがたからもの ～ファンタジー・バージョン～」（第1 - 21話）
作詞 - 吉元由美 / 作曲・編曲 - 岩﨑元是 / 歌 - マキ凛子
- 前作の後期EDのアレンジ。こちらもCD未収録。

「勝ちに行こうぜ、アマノくん!」（第22 - 50話）
作詞・作曲 - サンプラザ中野 / 編曲 - 西脇辰弥 / 歌 - キャイ〜ン
- エンディング映像は、アニメキャラとなったキャイ〜ンがカードゲームの絵柄をバックに歌うものとなっている。

## 各話リスト
| 話数 | サブタイトル                   | 脚本                  | 絵コンテ          | 演出              | 作画監督               | 放送日        |
| ---- | ------------------------------ | --------------------- | ----------------- | ----------------- | ---------------------- | ------------- |
| 1    | 出動!ビーダコップ              | 酒井あきよし          | 川瀬敏文          | 山本恵            | 初見浩一               | 1999年 2月7日 |
| 2    | 発進!ジークホワイター          | 酒井あきよし          | 太田博光          | 上野史博          | 鈴木伸一               | 2月14日       |
| 3    | 爆走!宅配便野郎                | 静谷伊佐夫            | 山本恵            | 平池芳正          | 工藤柾輝               | 2月21日       |
| 4    | 憧れのビーダコップ             | 静谷伊佐夫            | 山崎茂            | 山崎茂            | 李豪善                 | 2月28日       |
| 5    | 謎のくろボン登場!              | 酒井あきよし          | 粟井重紀          | 粟井重紀          | 増谷三郎               | 3月7日        |
| 6    | 撃て!ガトリングシュート        | 静谷伊佐夫            | 真野玲            | 山本恵            | 工藤柾輝               | 3月14日       |
| 7    | キャビレット城の秘宝           | 酒井あきよし 三浦正剛 | 太田博光          | 上野史博          | 鈴木伸一               | 3月21日       |
| 8    | ボーダー王を探せ!              | 静谷伊佐夫            | 川瀬敏文 平池芳正 | 平池芳正 鎌仲史陽 | 工藤柾輝               | 3月28日       |
| 9    | 発見!第4のクリスモンド         | 静谷伊佐夫            | 山崎茂            | 山崎茂            | 李豪善                 | 4月4日        |
| 10   | きっと明日は晴れるから         | 水上清資              | 粟井重紀          | 粟井重紀          | 増谷三郎               | 4月11日       |
| 11   | 影の戦士くろボン               | 水上清資              | 山本恵            | 山本恵            | 初見浩一               | 4月18日       |
| 12   | 荒野の少年シェリフ             | 柳川茂                | 太田博光          | 上野史博          | 鈴木伸一               | 4月25日       |
| 13   | たたかえ!ダイブレッダー        | 大久保智康            | 三家本泰美        | 三家本泰美        | 徳田悦郎 山本勝也      | 5月2日        |
| 14   | 名探偵あおボン                 | 静谷伊佐夫            | 山崎茂            | 山崎茂            | 李豪善                 | 5月9日        |
| 15   | 登場!みどりの疾風              | 水上清資              | 熊谷雅晃          | 粟井重紀          | 増谷三郎               | 5月16日       |
| 16   | 暴走!みどりの騎士              | 大久保智康            | 石崎すすむ        | 山本恵            | 初見浩一               | 5月23日       |
| 17   | 飛べ!ジークホワイター          | 静谷伊佐夫            | 大関雅幸          | 鎌仲史陽          | 工藤柾輝               | 5月30日       |
| 18   | くろボンの正体!?               | 水上清資              | 三家本泰美        | 三家本泰美        | 徳田悦郎 山本勝也      | 6月6日        |
| 19   | とりもどせ!ボーダー王の記憶    | 大久保智康            | 上野史博          | 上野史博          | 鈴木伸一               | 6月13日       |
| 20   | 射て!レーザーホワイター        | 水上清資              | 山崎茂            | 山崎茂            | 石井和彦               | 6月27日       |
| 21   | 古代エジプタンの秘宝           | 高屋敷英夫            | 熊谷雅晃          | 粟井重紀          | 増谷三郎               | 7月4日        |
| 22   | 怪盗ねずみボン現る             | 静谷伊佐夫            | 山本恵            | 山本恵            | 初見浩一               | 7月11日       |
| 23   | きいろボンVSビーダコップ       | 大久保智康            | 鎌仲史陽          | 鎌仲史陽          | 工藤柾輝               | 7月18日       |
| 24   | 参上!クリスホワイター          | 大久保智康            | 上野史博          | 上野史博          | 鈴木伸一               | 7月25日       |
| 25   | 完成!?謎の三体合体             | 水上清資              | 奥田誠治          | 三家本泰美        | 徳田悦郎 山本勝也 慇剛 | 8月1日        |
| 26   | 潜入!くろボンを追え            | 静谷伊佐夫            | 山崎茂            | 山崎茂            | 李豪善                 | 8月8日        |
| 27   | 翔べ!クリスブルード            | 水上清資              | 熊谷雅晃          | 粟井重紀          | 増谷三郎               | 8月15日       |
| 28   | グレイボン博士のライバル       | 静谷伊佐夫            | 鎌仲史陽          | 鎌仲史陽          | 工藤柾輝               | 8月22日       |
| 29   | 新たな敵デビルスリンガー       | 大久保智康            | 青木康直          | 山本恵            | 初見浩一               | 8月29日       |
| 30   | 荒野のスリンガー               | 大久保智康            | 奥田誠治          | 三家本泰美        | 徳田悦郎 山本勝也 慇剛 | 9月5日        |
| 31   | 魔女の特訓便                   | 水上清資              | 山本恵            | 熨斗谷充孝        | 鈴木伸一               | 9月12日       |
| 32   | みどりボンVSくろボン           | 水上清資              | 山崎茂            | 山崎茂            | 李豪善                 | 9月19日       |
| 33   | ヒロインボンを救え!            | 静谷伊佐夫            | 奥田誠治          | 太田博光          | 原田峰文               | 9月26日       |
| 34   | くろボンVSスリンガー           | 大久保智康            | 津田義三          | 粟井重紀          | 増谷三郎 粟井重紀      | 10月3日       |
| 35   | クリスブラッカー誕生!          | 大久保智康            | 大関雅幸          | 佐土原武之        | 工藤柾輝               | 10月10日      |
| 36   | 飛び散ったクリスモンド         | 水上清資              | 奥田誠治          | 三家本泰美        | 徳田悦郎 山本勝也 慇剛 | 10月17日      |
| 37   | 幽霊船を追え!                  | 静谷伊佐夫            | 川瀬敏文          | 熨斗谷充孝        | 鈴木伸一               | 10月24日      |
| 38   | 地と海のビーダロイド           | 大久保智康            | 山本恵            | 山本恵            | 初見浩一               | 10月31日      |
| 39   | スーパービーダコップきいろボン | 水上清資              | 奥田誠治          | 三家本泰美        | 徳田悦郎 山本勝也 慇剛 | 11月7日       |
| 40   | 小さくなったビーダコップ       | 静谷伊佐夫            | 大関雅幸          | 鎌仲史陽          | 工藤柾輝               | 11月14日      |
| 41   | 奪われたクリスモンド           | 水上清資              | 山崎茂            | 山崎茂            | 李豪善                 | 11月21日      |
| 42   | 裏切りのスリンガー             | 大久保智康            | 熊谷雅晃          | 粟井重紀          | 増谷三郎 粟井重紀      | 11月28日      |
| 43   | スリンガーの最後               | 大久保智康            | 奥田誠治          | 三家本泰美        | 徳田悦郎 山本勝也 慇剛 | 12月5日       |
| 44   | 襲来!キングベーダー            | 水上清資              | 川瀬敏文 山本恵   | 熨斗谷充孝        | 鈴木伸一               | 12月12日      |
| 45   | めざせ!ビーダキャリバー        | 水上清資              | 鎌仲史陽          | 鎌仲史陽          | 工藤柾輝               | 12月19日      |
| 46   | 発現!ビーダキャリバー          | 大久保智康            | 奥田誠治          | 三家本泰美        | 徳田悦郎 山本勝也 慇剛 | 12月26日      |
| 47   | ボーダー王を救出せよ!          | 大久保智康            | 山崎茂            | 山崎茂            | 李豪善                 | 2000年 1月9日 |
| 48   | きいろボンギャグ100連発        | 水上清資              | 熊谷雅晃          | 粟井重紀          | 増谷三郎 粟井重紀      | 1月16日       |
| 49   | 暴走!歪んだ時空                | 水上清資              | 奥田誠治          | 三家本泰美        | 徳田悦郎 山本勝也 慇剛 | 1月23日       |
| 50   | 輝け!ビーダキャリバー          | 大久保智康            | 山本恵            | 鎌仲史陽          | 工藤柾輝 梅原隆弘      | 1月30日       |

## 放送局
出典→
| 放送対象地域  | 放送局           | 系列           | ネット形態 |
| ------------- | ---------------- | -------------- | ---------- |
| 中京広域圏    | 名古屋テレビ     | テレビ朝日系列 | 制作局     |
| 関東広域圏    | テレビ朝日       | テレビ朝日系列 | 同時ネット |
| 北海道        | 北海道テレビ     | テレビ朝日系列 | 同時ネット |
| 青森県        | 青森朝日放送     | テレビ朝日系列 | 同時ネット |
| 岩手県        | 岩手朝日テレビ   | テレビ朝日系列 | 同時ネット |
| 宮城県        | 東日本放送       | テレビ朝日系列 | 同時ネット |
| 秋田県        | 秋田朝日放送     | テレビ朝日系列 | 同時ネット |
| 山形県        | 山形テレビ       | テレビ朝日系列 | 同時ネット |
| 福島県        | 福島放送         | テレビ朝日系列 | 同時ネット |
| 新潟県        | 新潟テレビ21     | テレビ朝日系列 | 同時ネット |
| 長野県        | 長野朝日放送     | テレビ朝日系列 | 同時ネット |
| 静岡県        | 静岡朝日テレビ   | テレビ朝日系列 | 同時ネット |
| 石川県        | 北陸朝日放送     | テレビ朝日系列 | 同時ネット |
| 近畿広域圏    | 朝日放送         | テレビ朝日系列 | 同時ネット |
| 広島県        | 広島ホームテレビ | テレビ朝日系列 | 同時ネット |
| 山口県        | 山口朝日放送     | テレビ朝日系列 | 同時ネット |
| 香川県 岡山県 | 瀬戸内海放送     | テレビ朝日系列 | 同時ネット |
| 愛媛県        | 愛媛朝日テレビ   | テレビ朝日系列 | 同時ネット |
| 福岡県        | 九州朝日放送     | テレビ朝日系列 | 同時ネット |
| 長崎県        | 長崎文化放送     | テレビ朝日系列 | 同時ネット |
| 熊本県        | 熊本朝日放送     | テレビ朝日系列 | 同時ネット |
| 大分県        | 大分朝日放送     | テレビ朝日系列 | 同時ネット |
| 鹿児島県      | 鹿児島放送       | テレビ朝日系列 | 同時ネット |
| 沖縄県        | 琉球朝日放送     | テレビ朝日系列 | 同時ネット |

## 関連商品
※玩具展開についてはビーダマンの項目を参照。
以下、発売元はいずれもメディアファクトリー。
VHS
Bビーダマン爆外伝V
1999年12月24日から2000年7月28日にかけて、全13巻をリリース。各巻4話（13巻のみ2話）収録。前作と同様に、2022年現在唯一となるテレビシリーズの映像ソフト化である。
CD
ぼくらのVICTORY（1999年7月28日 歌：パイレーツ）
勝ちに行こうぜ、アマノくん!（1999年8月4日 歌：キャイ～ン）
ゲームソフト
Bビーダマン爆外伝V ファイナルメガチューン（2000年2月4日発売、ゲームボーイカラー専用）
番組終了後に発売。ストーリーはテレビシリーズを下敷きにしつつ、同作品オリジナルのビーダアーマー・ビーダロイドや、前作『Bビーダマン爆外伝』に登場したビーダアーマー・ボンバーファイターも登場する。リモコンを使用した赤外線通信によりアイテムやアーマーの収集が可能で、前作『ビクトリーへのみち』との通信もできる。主人公はしろボンではなく、グレイボンの助手という設定の水色のビーダマンが務める。